# La Verrière
 La Verrière  es una población y comuna francesa, en la región de Isla de Francia, departamento de Yvelines, en el distrito de Rambouillet y cantón de Maurepas.

## Demografía
| 1344 | 2868 | 6219 | 6674 | 6187 | 6053 |
| Para los censos de 1962 a 1999 la población legal corresponde a la población sin duplicidades (Fuente: INSEE [Consultar]) |      |      |      |      |      |